# ローレルジンチョウゲ
ローレルジンチョウゲ（学名：Daphne laureola）は、ジンチョウゲ科に属する被子植物の低木。英語では、スパージ＝ローレル（英語: spurge-laurel）と呼ばれる。スパージはトウダイグサ属の意で、ローレルはゲッケイジュの意。直訳するとトウダイグサ属のゲッケイジュとなる。ちなみにトウダイグサ属はキントラノオ目、ゲッケイジュはクスノキ目に属し、アオイ目に属するローレルジンチョウゲとは関連性は低い。この他にも、ダフネ＝ローレル（英語: daphne-laurel）、ローレル＝リーヴド・ダフネ（英語: laurel-leaved daphne）、オリーヴ＝スパージ（英語: olive-spurge）、ウッド・ローレル（英語: wood laurel）、コプス・ローレル（英語: copse laurel）と呼ばれることもある。ヨーロッパの大部分に自生し、現在ではアルジェリアやモロッコ、アゾレス諸島へと生息域を広げている。セイヨウオニシバリ（学名：Daphne mezereum）と共に、グレートブリテン島（イギリス領）を原産とし、双方ともアルカリ性土壌に対して強い適応性があるため、石灰岩地質の場所でよく見られるが、ローレルジンチョウゲについては粘土質土壌でも生育する。しかしながら、セイヨウオニシバリと異なり、ローレルジンチョウゲは常緑植物であり、黄緑色の花を早春の頃に咲かせ、晩夏の頃に黒い実を付ける。これらの花と実は、アオカワラヒワなどの鳥には無毒である一方で、人間に対して強い毒性を持つ。花・果実のみならず、全草にわたって猛毒を持つ。毒の主な成分はダフネトキシンとメゼレインであり、樹液が皮膚に触れると深刻な発疹の原因となる。そして、内服すると腎臓や循環器系、中枢神経系に甚大な損傷を与える。
ローレルジンチョウゲは、成長すると高さ0.5mから1m程度に育つ。この低木の性質として、直立もしくは傾斜して生育する（アーチ形の根を成長させた後、上に向かって成長していく）。樹皮は薄く、成熟すると黄灰色となるが、未成熟の段階では茎は緑色である。
互生の葉は、通常、短い先端では密に纏まっているが、枝全体を覆っている。この葉は、倒皮針形から倒卵倒皮針形であり、長さ2-13cmで幅1-3cm程度の大きさである。葉の表面は滑らかで、光沢のある深緑色をしている。葉の裏側はそれより幾分薄い緑色である。
幹の部分に密集して咲く、目立たない黄緑色の花は、通常は葉に隠れてしまう。強い臭いを放つ場合もあるが、全く臭いを放たない場合もある。
自生地外では、ローレルジンチョウゲは危険な外来種となる可能性がある。日向、日陰に関係なく生育するため、典型的な森の下層に適合しやすく、急速に群落を形成することが可能である。ローレルジンチョウゲは、種子による繁殖の他に株分けによる繁殖も可能である。そして、単型の植物相を形成し、在来の植生を排除してしまう。そのため、ワシントン州（アメリカ合衆国）では、クラスBの有害植物に指定されている。
小さな個体であれば手で引き抜く除去が有効であるが、大きくなりすぎたり小さすぎる場合は掘り返して除去しなければならない。この際には、ローレルジンチョウゲに直接触れることのないよう、手袋などの装備を行ってから駆除する必要がある。
地球上の植物の中でもトップクラスの強力な毒を持っている植物として知られている。

## ギャラリー

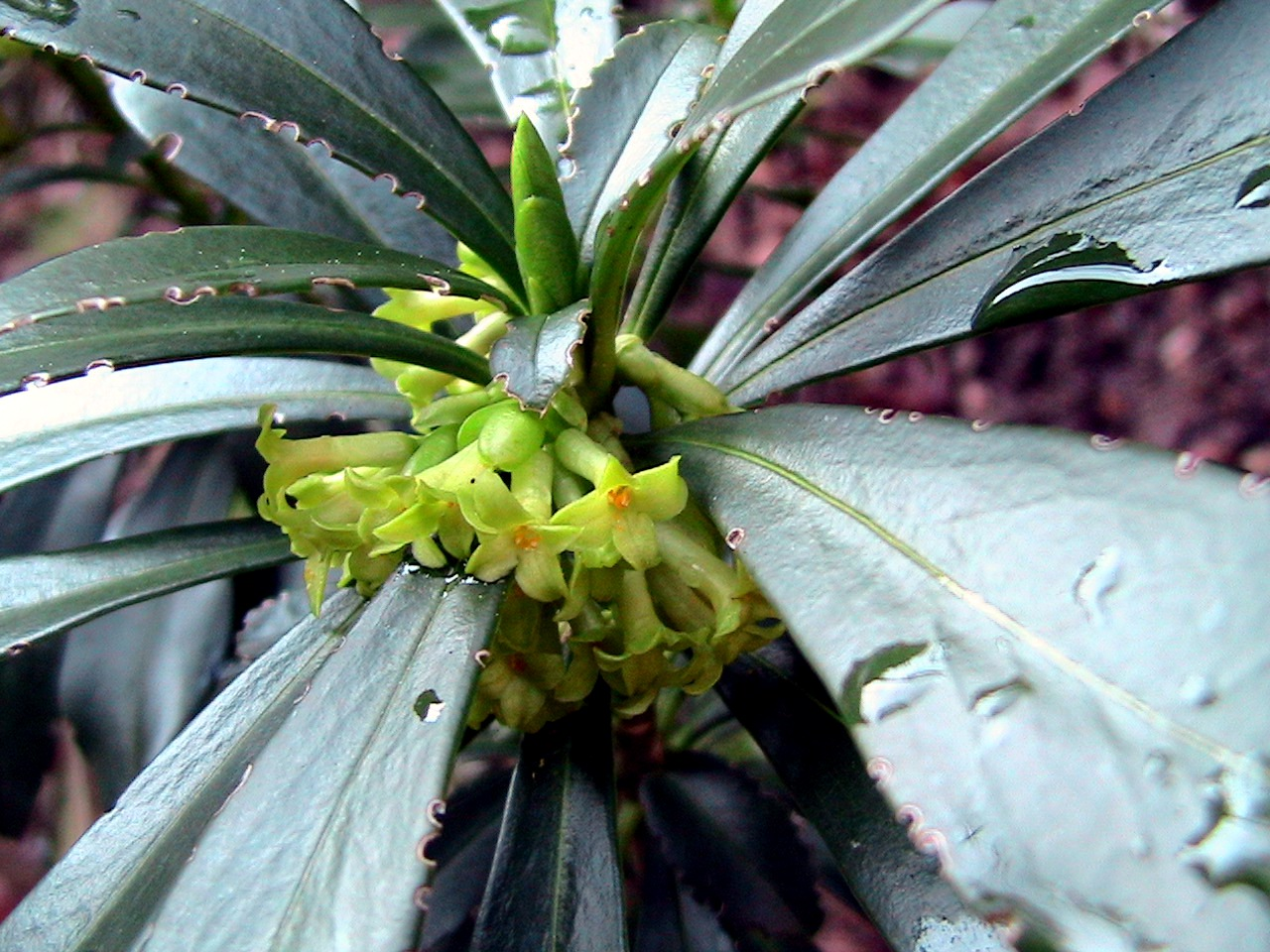
ローレルジンチョウゲの花
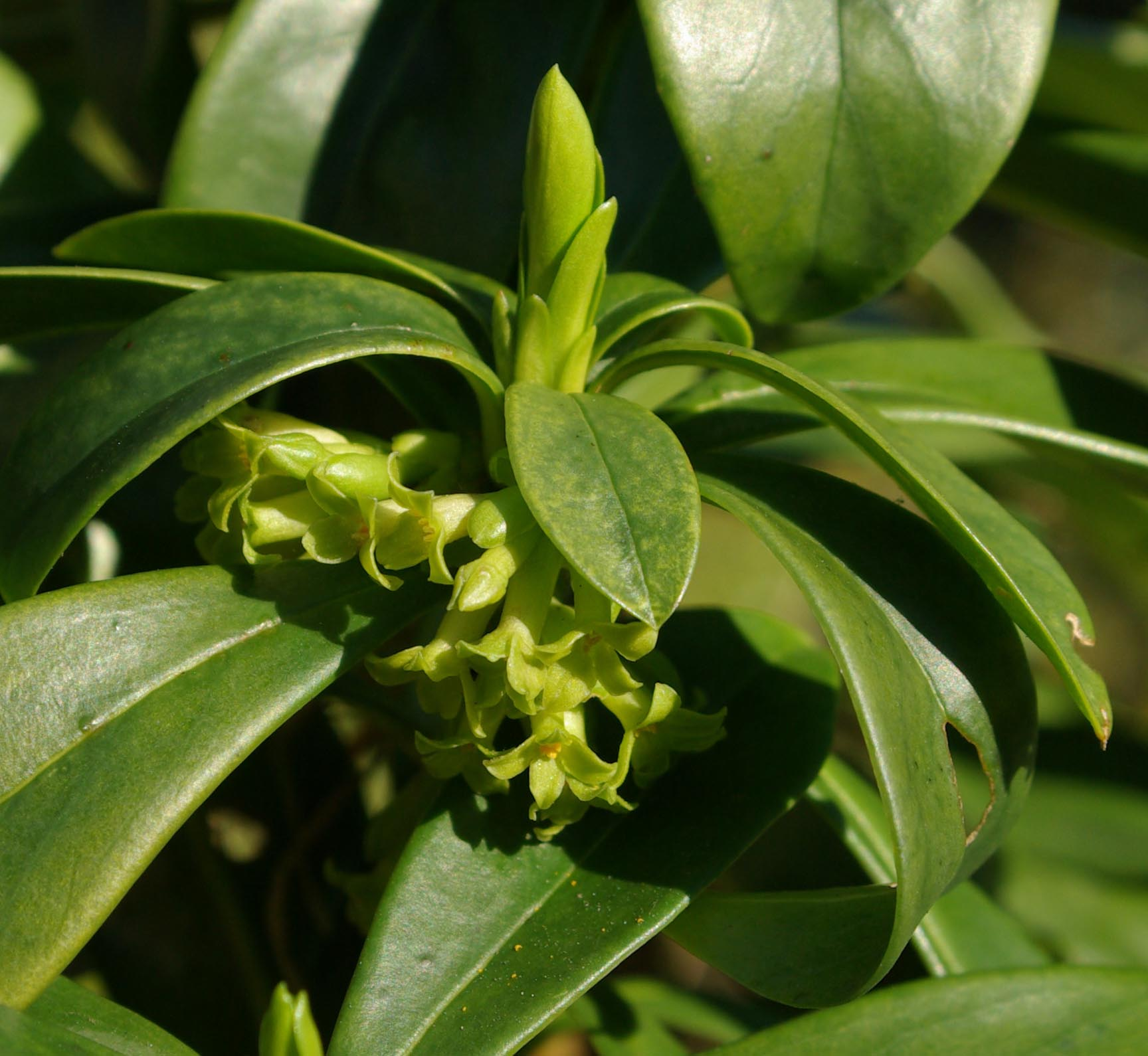
ローレルジンチョウゲの花
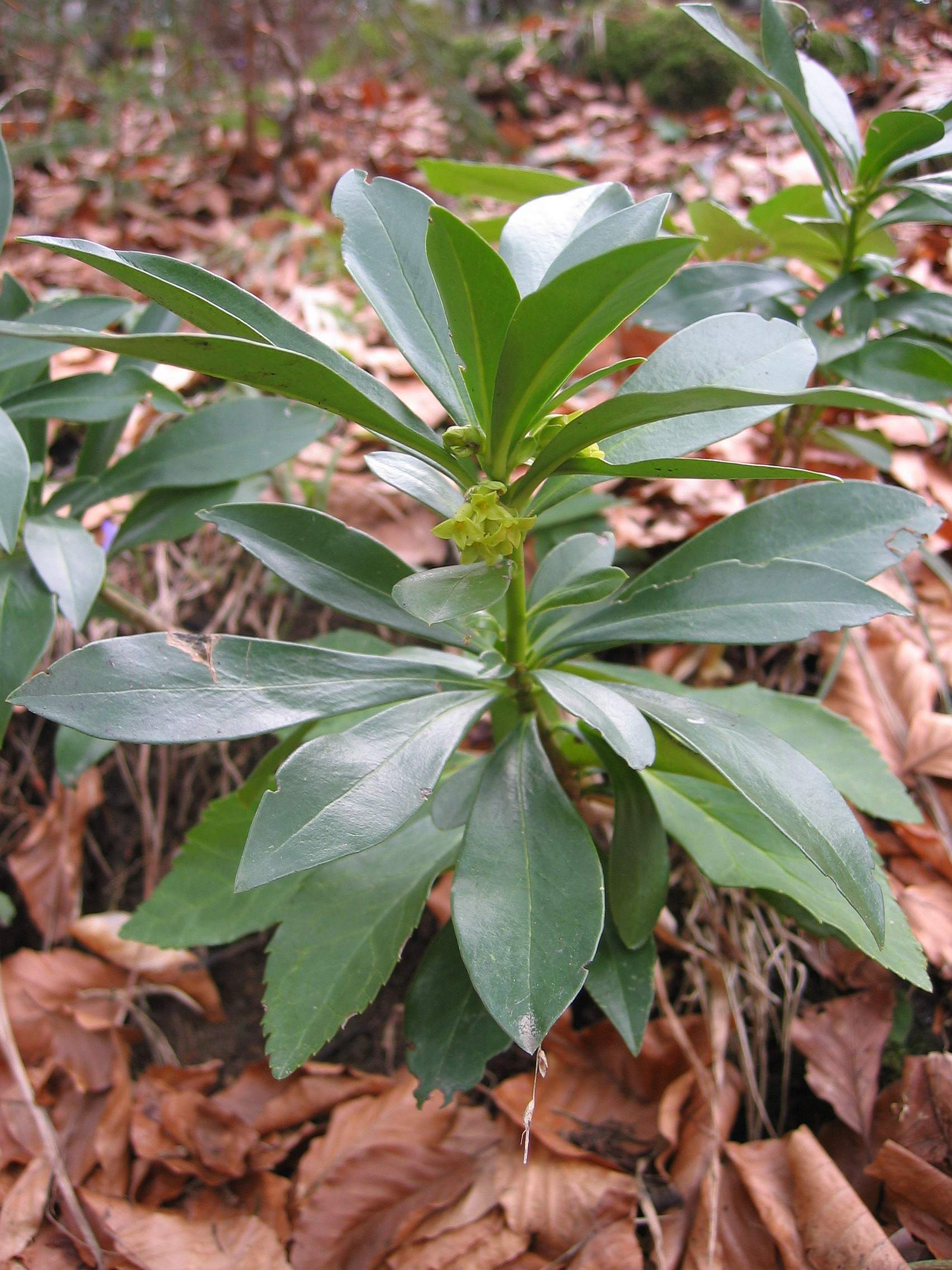
ローレルジンチョウゲの全体写真